# Пилява (Вишгородський район)
Пи́лява — село в Україні, у Вишгородському районі Київської області. Населення становить 42 осіб.

## Галерея

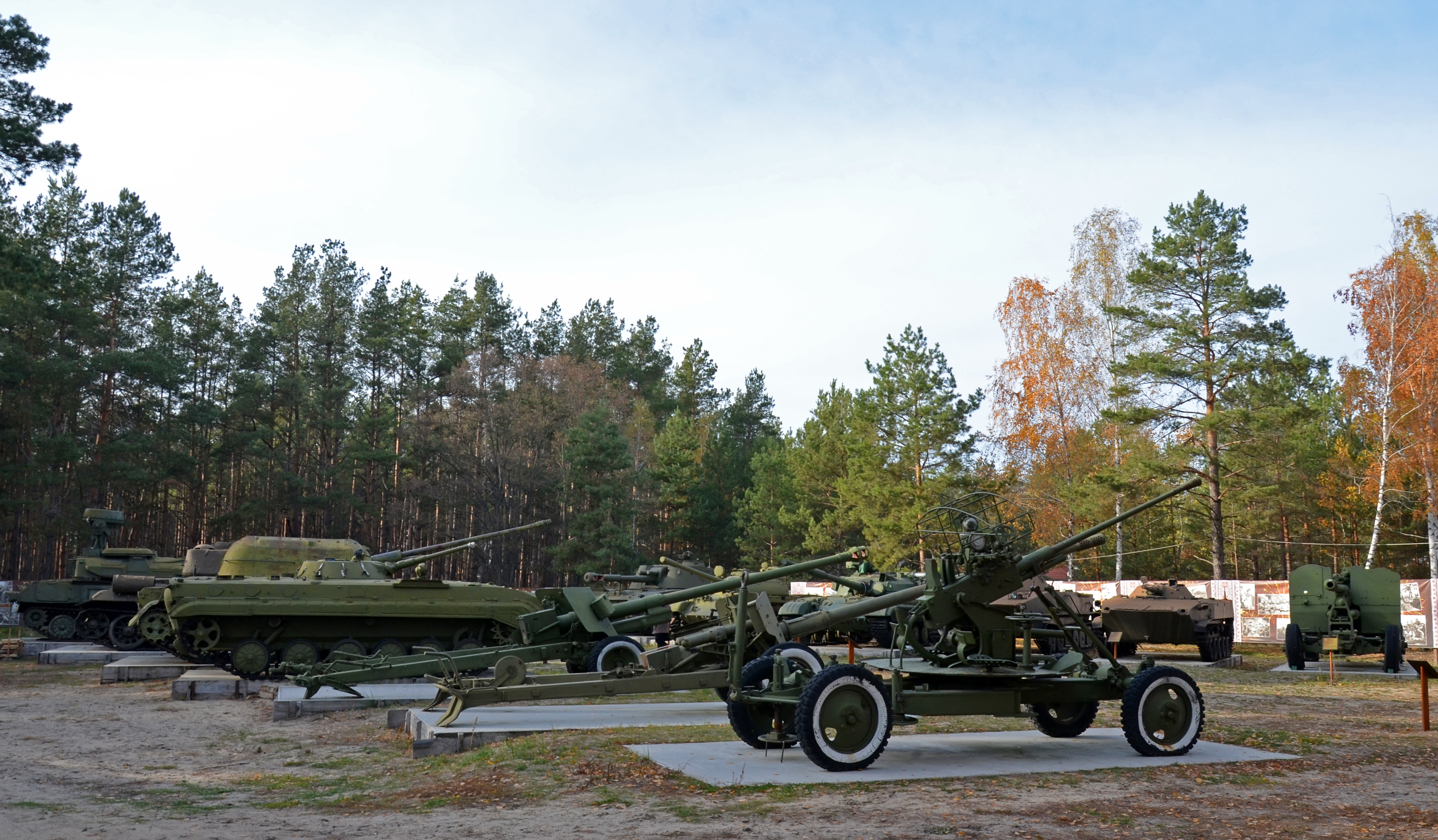
Меморал села Пилява
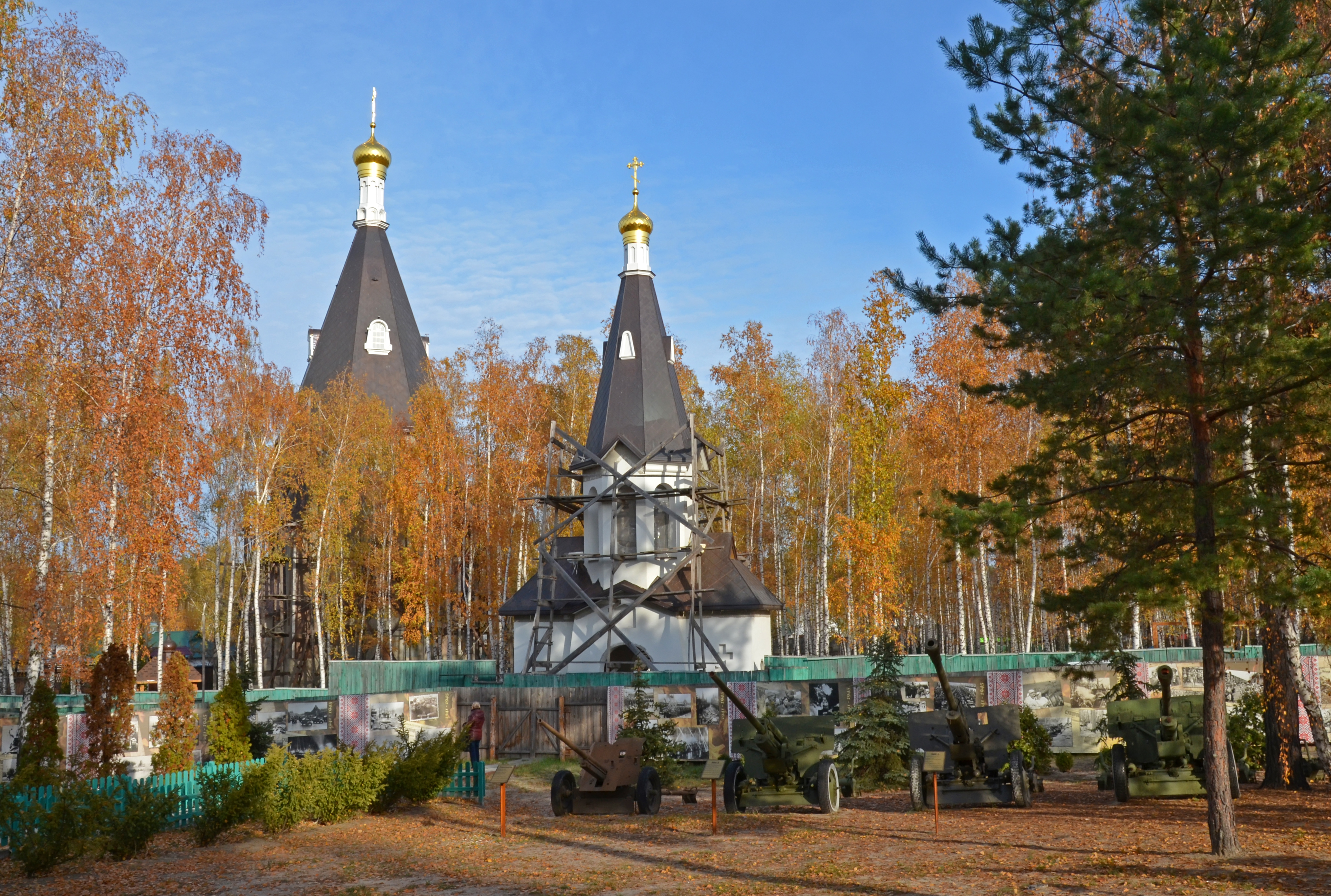
Меморал села Пилява
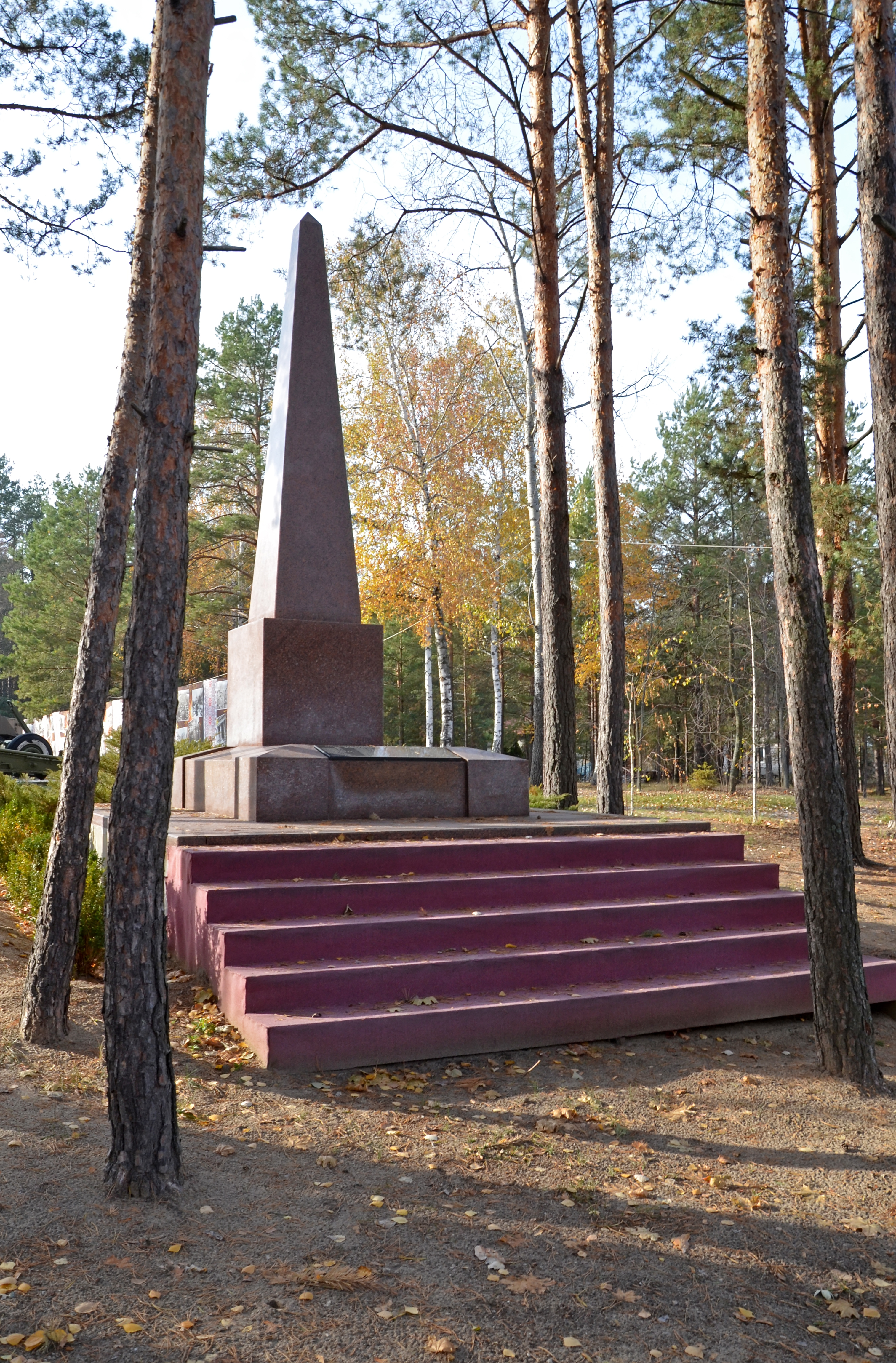
Пам'ятник загиблим
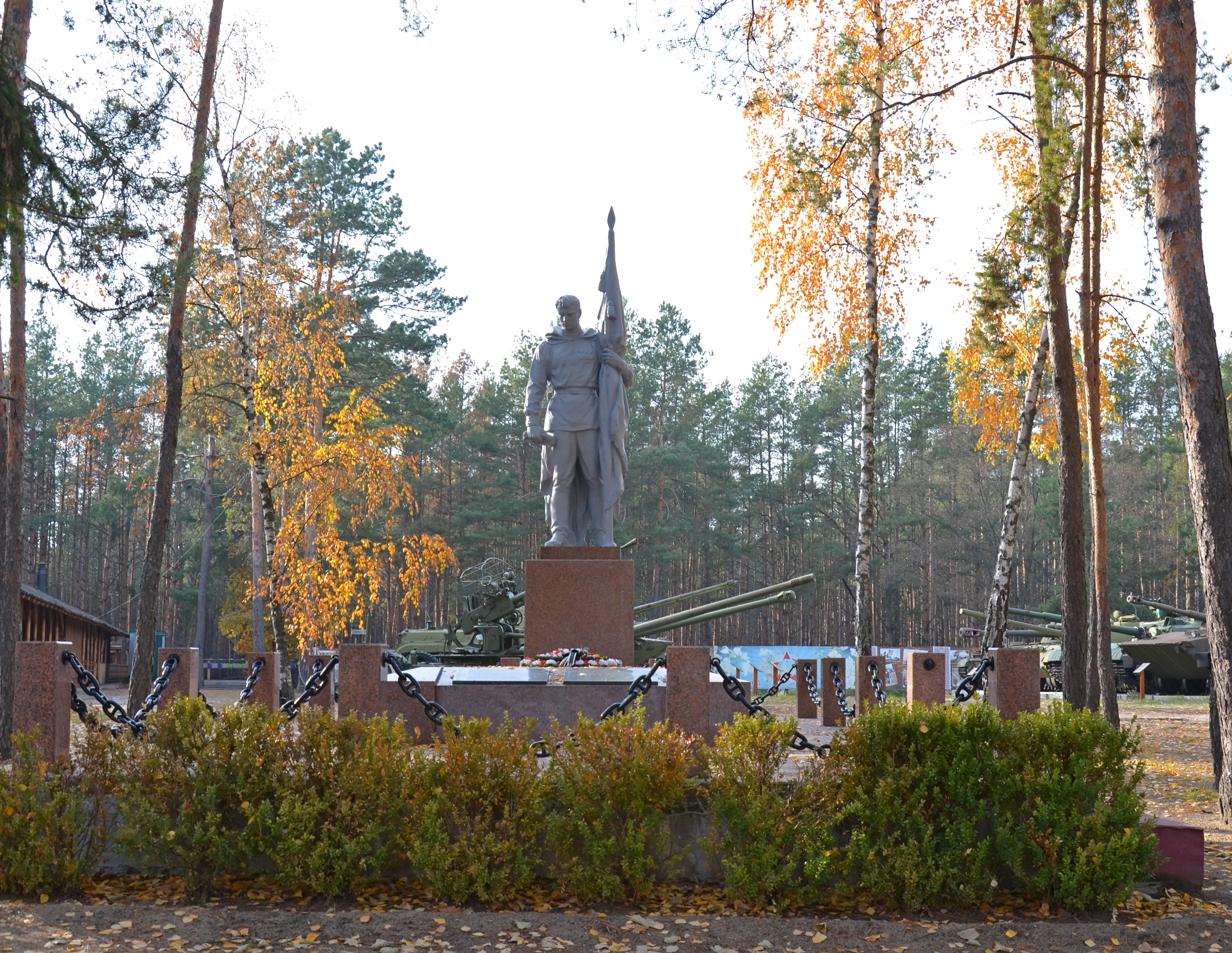
Пам'ятник загиблим
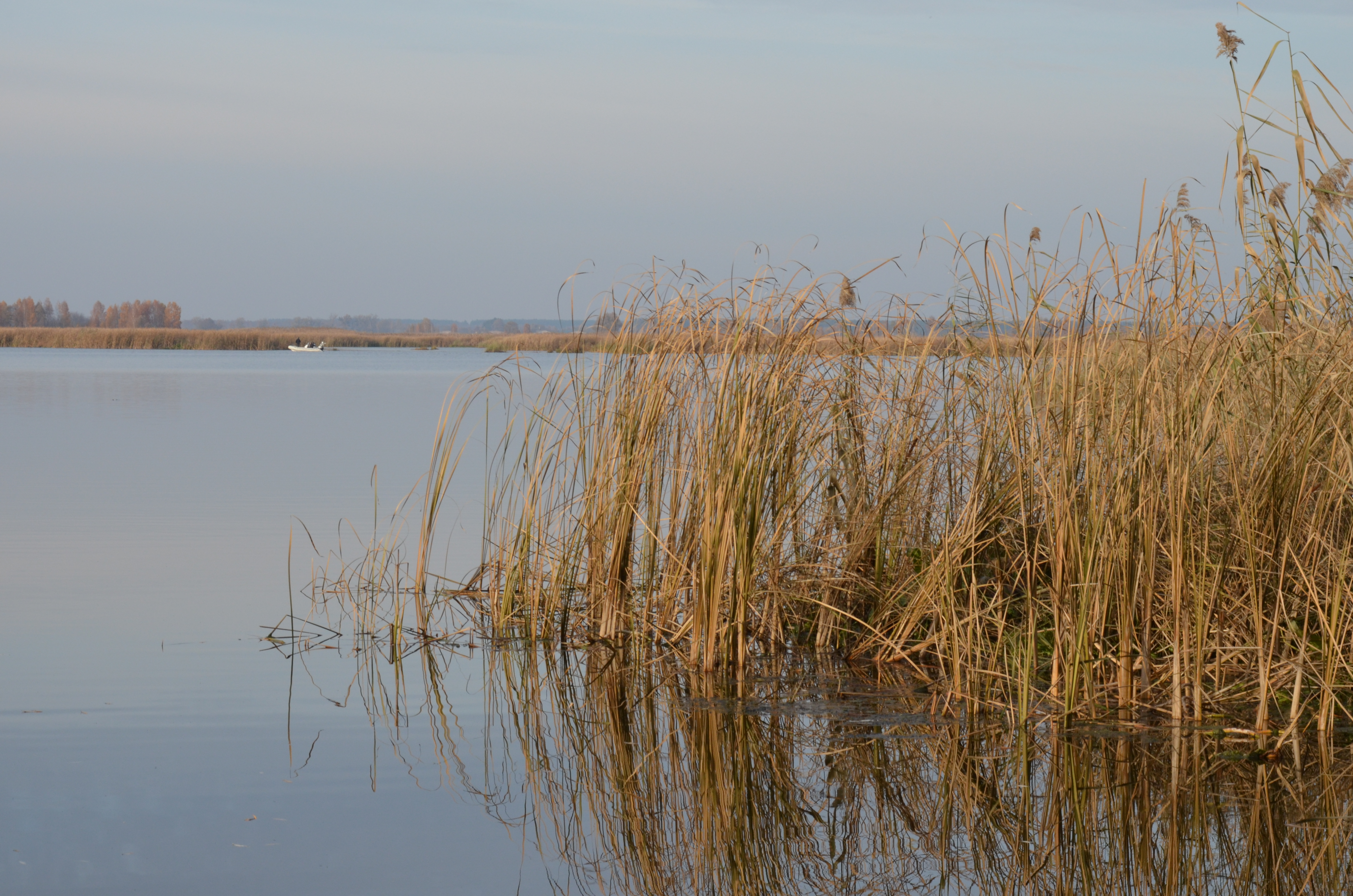
Село Пилява, пейзаж
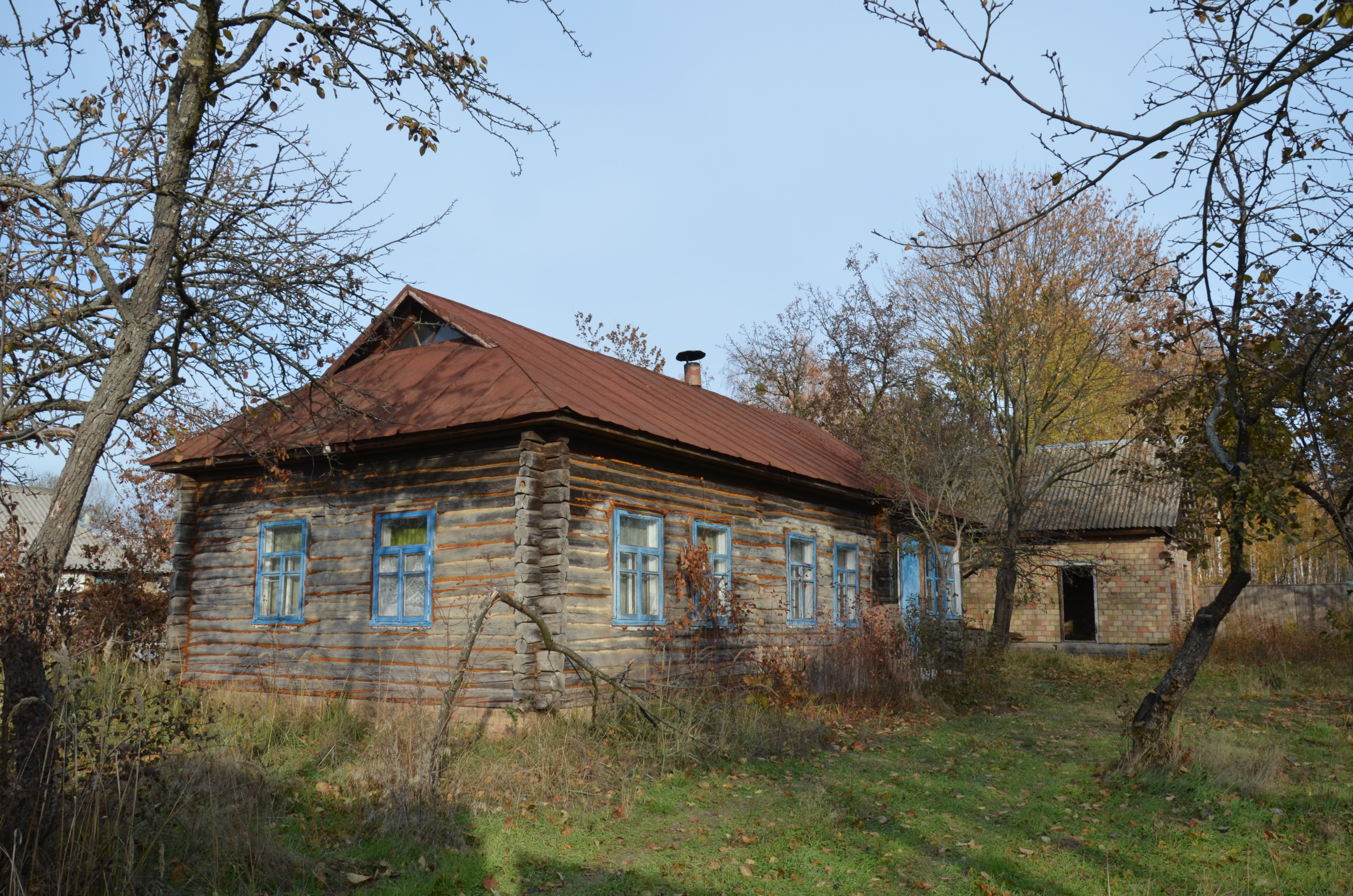
Село Пилява, стара хата